# Minettia filippovi
Minettia filippovi är en tvåvingeart som beskrevs av Shatalkin 1998. Minettia filippovi ingår i släktet Minettia och familjen lövflugor. Inga underarter finns listade i Catalogue of Life.